# Supercykelsti
En supercykelsti er en cykelsti som er anlagt for at øge cyklisternes fremkommelighed og komfort i trafikken. Formålet med anlæggelsen af supercykelstier er især at skabe bedre betingelser for cykelpendlere og dermed gøre cykeltransport til et mere attraktivt alternativ til bilen eller kollektiv transport. Stierne anlægges så de følger de mest direkte ruter og forbinder fortrinsvis større by- og boligområder med knudepunkter som uddannelsesinstitutioner og områder med mange arbejdspladser. Supercykelstierne er markeret med et skilt med et hvidt 'C' på en orange cirkel eller som en orange stribe langs kanten af selve stien. Etableringen af supercykelstierne finansieres af de enkelte kommuner med støtte fra Statens Cykelpulje på 40%. Supercykelstier har et samfundsøkonomisk afkast på 11%.
Supercykelstierne defineres ved at følge fem principper om bedre tilgængelighed, fremkommelighed, komfort, tryghed og sikkerhed for cyklisterne. En central del i anlæggelsen er at sikre en jævn belægning, at øge bredden på cykelstien, så det er nemt at overhale, samt at sikre at der er så få stop som muligt på ruten, f.eks. ved at lede cykelstien udenom veje med mange lyskryds. Anlæggelsen af stierne sker hovedsageligt ved tilpasning af eksisterende stier og veje, mens enkelte supercykelstier bliver etableret helt fra bunden.

## Særlige forbedringer
Der laves en række forskellige forbedringer, som er mere eller mindre almindelige på de enkelte supercykelstier. Tiltagende er listet nedenfor.
- Grøn bølge
- Adaptive cykelsignalprogrammer
- Opdeling i Hurtigbane og Komfortbane
- Markeringslys
- Sikring mod højresvingsulykker
- Park And Bike
- Udstyr: Fodhvilere, cykelpumper
- Servicestationer
- Rejsetidsinfo, nedtællingssignaler

## Supercykelstier i Danmark
Der er planer om etablering af supercykelstier flere steder i landet. I Aarhus Kommune, hvor stierne kaldes for Velostradaer, har man for eksempel ambitioner om på sigt at supplere tre eksisterende supercykelstier med otte nye. I Odense snakkes om flere mulige ruter, men foreløbigt er der planlagt en 14 kilometer lang supercykelsti mellem universitetet og Odense Centrum som skal etableres i forbindelse med nedlæggelsen af Thomas B. Thriges Gade.
På Sjælland er der bl.a. planer i Helsingør og Køge samt et samarbejde mellem Ballerup Kommune og Furesø Kommune om at lave en helt ny supercykelsti som forbinder Værløse og Ballerup. I Nordsjælland er der supercykelstier planlagt fra Hundested, Helsinge og Helsingør. I København og omegnskommunerne er der planlagt etablering af 26 ruter med supercykelsti, med en samlet længde på 300 kilometer. Rutenettet for etablering af supercykelstierne i hovedstadsområdet er udviklet med inspiration fra den såkaldte Fingerplan, som blev anvendt ved etablering af S-Banen og motorvejsnettet i Københavnsområdet. Ruterne er udformet som centrale ruter ind og ud af og ringruter på tværs af København.
Danmarks første supercykelsti C99 Albertslundruten blev indviet den 14. april 2012 mellem Albertslund og Vesterport Station i København og kostede 13,4 millioner kr. Superstien er 17,5 kilometer lang og løber igennem Albertslund, Glostrup, Rødovre, Frederiksberg og København, forbi Fabriksparken, Vestskoven og Damhussøen. Ruten er anlagt med få stop og en del nye stier væk fra biltrafikken. Som noget særligt har man vendt vigepligten for buspassagererne ved buslommerne langs supercykelstien så de nu har vigepligt for cyklisterne.
I april 2013 åbnedes C95 Farumruten fra Bellahøj i København via Gladsaxe og Furesø til Farum. Den var 13,8 km lang men blev forlænget med yderligere 7,2 km til Allerød i 2020. I 2014 åbnedes første etape af C97 Frederikssundruten i Frederikssund Kommune. Endelig åbnedes C77 Ishøjruten 28. august 2016. Ruten er 13,8 km lang og løber fra Ishøj over Vallensbæk, Brøndby Strand og Hvidovre til Kongens Enghave i København.
2. maj 2017 voksede nettet med 115 km, da fire ruter blev åbnet og en blev forlænget. De fire nye ruter er C82 Værløseruten fra Ballerup til Værløse, C84 Ring 4-ruten fra Lyngby over Ballerup til Albertslund, C93 Allerødruten fra København over Lyngby og Holte til Allerød og C94 Indre Ringrute fra Østerbro over Frederiksberg og Kongens Enghave til Sundbyvester. Samtidig forlængedes C97 Frederikssundruten fra Frederikssund via Egedal, Ballerup og Herlev til Bellahøj, så den fik en samlet længde på 37 km.
I begyndelsen af 2015 blev der offentliggjort en rapport, der viste, at flere pendlere skiftede fra bil til cykel pga. supercykelstier. Rapporten byggede på en evaluering af stien mellem Farum og København, hvor trafikken var steget med 52 % på to år, og 25 % af disse var tidligere bilister. Den gennemsnitlige tur er 11 kilometer, og i Hovedstaden er den samlede dagstransport  400.000 km på supercykelsti.
I 2021 startede arbejdet på Aalborgs supercykelsti, som skal gå fra Nytorv i Aalborg Midtby til Universitetsområdet i Aalborg Øst. Projektet forventes færdiggjort i 2023.

### Supercykelstier i Hovedstadsområdet
| Nr. | Navn                   | Åbnet              | Strækning | Længde i km | Budget i mio. kr. | Bemærkninger |
| --- | ---------------------- | ------------------ | --- | ----------- | ----------------- | --- |
| C71 | Farum-Allerødruten     | 1. september 2020. | Farum v/ Stavnsholtvej - Frederiksborgvej - Bregnerød - Hyrdebakken - Ravnsholt Skov - Nymøllevej - Allerød v/ Sortemosevej | 7,2         | 20                | |
| C75 | Roskilderuten          | 23. marts 2022     | Roskilde v/ Østre Ringvej - Københavnsvej - Hovedgaden - Roskildevej - Hovedvejen - Roskildevej - Vesterbrogade - Rådhuspladsen | 28,8        | 25                | Ruten forventes forlænget i Roskilde fra krydset med Østre Ringvej til krydset med Kong Valdemars Vej. |
| C76 | Jyllinge-Stenløseruten | 8. februar 2021    | Jyllinge v/ Bygaden - Værebrovej - Krogholmvej - Stenløse Station | 7,4         | 25,3              | |
| C77 | Ishøjruten             | 28. august 2016    | Ishøj v/ Skovvej - Ishøj Strandvej - Gammel Køge Landevej - Vigerslev Allé - v/ Enghavevej | 13,8        | 13,5              | |
| C79 | Avedøreruten           | 31. maj 2023       | Hvidovre v/ Gammel Køge Landevej - Mågestien - Strandengstien - Skrædderholmen - Dæmningsvej - Ved Slusen | 8,9         | 10                | |
| C81 | Ørestadsruten          | 28. april 2022     | v/ Amager Boulevard - Ørestads Boulevard - Otto Baches Allé | 6           | 5,7               | |
| C82 | Værløseruten           | 2. maj 2017        | Ballerup v/ Ring 4 - Skovvej - Ballerupvej - Værløse - Fiskebækvej - v/ Frederiksborgvej | 7,3         | 9,5               | |
| C84 | Ring 4-ruten           | 2. maj 2017        | Lyngby v/ Buddingevej - Bagsværdvej - Ring 4 - Ballerup Station - Hold-an Vej - Rovej - Herstedøster - Snebækstien - Albertslund Station | 20,6        | 8,3               | |
| C86 | Ring 3-ruten           | 2024 (forventet)   | v/ Lundtoftegårdsvej - Klampenborgvej - Lyngby Torv - Buddingevej - Gladsaxe Ringvej - Herlev Ringvej - Nordre Ringvej - Søndre Ringvej - Vallensbæk Strandvej | 22,5        |                   | Løber parallelt med Hovedstadens Letbane. |
| C91 | Lyngbyruten            | 2022               | Rådhuspladsen - H.C. Andersens Boulevard - Nørre Farimagsgade - Øster Farimagsgade - Østerbrogade - Svanemøllen Station - Svanemøllevej - Hellerup Station - Gersonsvej - Bernstorffsvej Station - Smakkegårdsvej - Jægersborgvej (- Lundtoftegårdsvej - Nymøllevej - v/ Mølleåen)         | 16,5        | 12                | Strækningen Jægersborgvej - Mølleåen er ikke åbnet endnu. Strækningen Rådhuspladsen - Svanemøllen Station var oprindeligt planlagt som en del af Københavnerruten.                                                                                      |
| C92 | Ryparken-Valbyruten    | 3. juni 2023       | Toftegårds Plads - Toftegårds Allé - Søndre Fasanvej - Nordre Fasanvej - Lygten - Fyrbødervej - Bispebjerg Station - Lersøstien - Rørsøstien - Ryparken Station | 7           | 16,5              | Arbejdsnavn Fasanvejsruten. Omlagt ad Lygten - Tagensvej indtil 2026. |
| C93 | Allerødruten           | 2. maj 2017        | Allerød, Frederiksborgvej - Banevang - Sortemosevej - Birkerød Kongevej - Kongevejen - Lyngby Hovedgade - Lyngbyvej - Nørre Allé - Fredensbro - Sølvgade - Øster Voldgade - Nørreport Station                                                                                              | 30          | 48                | |
| C94 | Indre Ringrute         | 2. maj 2017        | Vordingborggade - Strandboulevarden - Jagtvej - Åbuen - Thorvaldsensvej - H.C. Ørsteds Vej - Enghavevej - Sydhavnsgade - Sjællandsbroen - Vejlands Allé - v/ Amagerbrogade | 14,6        | 51                | |
| C95 | Farumruten             | April 2013         | Kongens Nytorv - Gothersgade - Dronning Louises Bro - Nørrebrogade - Frederikssundsvej - Bellahøj - Hareskovvej - Utterslev Mose - Langs med Hillerødmotorvejen - Skovbrynet Station - Frederiksborgvej - Furesø - Farum v/ Stavnsholtvej                                                  | 20,8        | 14                | Første etape mellem Farum og Bellahøj blev indviet i april 2013. Anden etape mellem Bellahøj og Kongens Nytorv stod klar i maj 2017. Anden etape planlægges erstattet af en ny fra Bellahøj ad Borups Allé - Rantzausgade - Åboulevard - Rådhuspladsen. |
| C97 | Frederikssundruten     | 2014-2017          | Frederikssund Station - Ølstykke Station - Egedal Station - Stenløse Station - Veksø Station - Kildedal Station - Måløv Station - Ballerup Byvej - Herlev Hovedgade - Frederikssundsvej - Bellahøj - Nørrebro Station - Nørrebrogade - Dronning Louises Bro - Gothersgade - Kongens Nytorv | 42,7        | 23                | Første del i Frederikssund Kommune åbnede i 2014 og resten 2. maj 2017. Etableringen af ruten omfattede en ny bro over Snostrupvej. Planlægges forlænget gennem Frederikssunds centrum til J.F. Willumsens Vej.                                         |
| C98 | Københavnerruten       | 2022               | Øresund Station - Uplandsgade - Vermlandsgade - Ved Stadsgraven - Amager Boulevard - Langebro - H.C. Andersens Boulevard - Rådhuspladsen | 4,7         | 9,4               | Et stykke af ruten er anlagt på den tidligere Amagerbanen. Lyngbyrutens del fra Rådhuspladsen til Svanemøllen Station var oprindeligt planlagt som en del af Københavnerruten.                                                                          |
| C99 | Albertslundruten       | 14. april 2012     | Albertslund v/ Motorring 4 - Trippendalsvej - Fabriksparken - Bystien - Rødovre Parkvej - Damhusdæmningen - Hyltebjerg Allé - Finsensvej - Solbjergvej - Danasvej - Vesterport Station | 18          | 13,4              | |

### Supercykelstier i Aarhus Kommune
| Navn                  | Åbnet         | Strækning | Længde i km | Budget i mio. kr. | Bemærkninger                                                                                                |
| --------------------- | ------------- | --- | ----------- | ----------------- | --- |
| Vejlby-Lystrup ruten  | 2012          | Lystrup til Aarhus Midtby. Undervejs passeres Vejlby og Egå Engsø.                                                                                      | 9           |                   | Inkluderede blandt andet etablering af en bike-terminal ved Egå Engsø (aflåst cykelparkering).              |
| Skejby-Lisbjerg ruten | 2018          | Lisbjerg til Aarhus Midtby | 8           |                   | Stien følger Letbanens forløb og er derfor uden store højdeforskelle.                                       |
| Tilst ruten           | 2018          | Er en forgrening på Skejby-Lisbjerg. |             |                   | Store dele af strækningen består af eksisterende stier og veje, der er blevet opgraderet til supercykelsti. |
| Brabrand Nord         | Ikke planlagt | Fra Midtbyen ad Thorvaldsensgade, Viborgvej, Præste-vangsvej, Ryhavevej og videre ad Edwin Rahrs Vej med tilslutning til området omkring Brabrand Nord. |             | 15 (estimeret)    | |
| Hasselager ruten      | Ikke planlagt | |             | 20 (estimeret)    | |
| Holme ruten           | Ikke planlagt | |             | 20 (estimeret)    | |

### Supercykelstier i Esbjerg Kommune
| Navn                                         | Åbnet             | Strækning                                                                                              | Længde i km | Budget i mio. kr. |
| -------------------------------------------- | ----------------- | --- | ----------- | ----------------- |
| Esbjerg Nord til Havnegade (Supercykelstien) | 17. november 2017 | Havnegade via Kirkegade, Spangsbjerg Kirkevej, langs Stormgade helt ud til den sydvestlige del af Tarp | 6,5         | 16,7              |
| Baggesens Allé (Supercykelsti øst)           |                   | Langs Baggesens Allé fra Esbjerg banegård ud til Tjæreborg vej.                                        | 2,5         | 26,7              |